# 편의점 남자친구
편의점 남자친구(コンビニカレシ, KONBINI KARESHI)는 로손과 같이 Gz브레인(구 카도카와)의 미디어 믹스 작품. 원안 · 시리즈 구성, 각본은 츠키하나. 캐릭터 디자인, 일러스트는 센사키 마코토가 담당. 엔터브레인 무크(카도카와)에서 2015년 4월부터 드라마 CD부를 무크로부터 출시되고 있다. TV 애니메이션은 2017년 7월부터 9월까지 TBS, BS-TBS 외에서 방영되었다.